# Новый год на Украине
Новый год на Украине — один из государственных праздников страны. Отмечается 1 января каждого года, празднуется в ночь с 31 декабря на 1 января по григорианскому календарю. Дата празднования Нового года, равно как и традиции, связанные с ним, претерпели существенные изменения за последние столетия.

## История

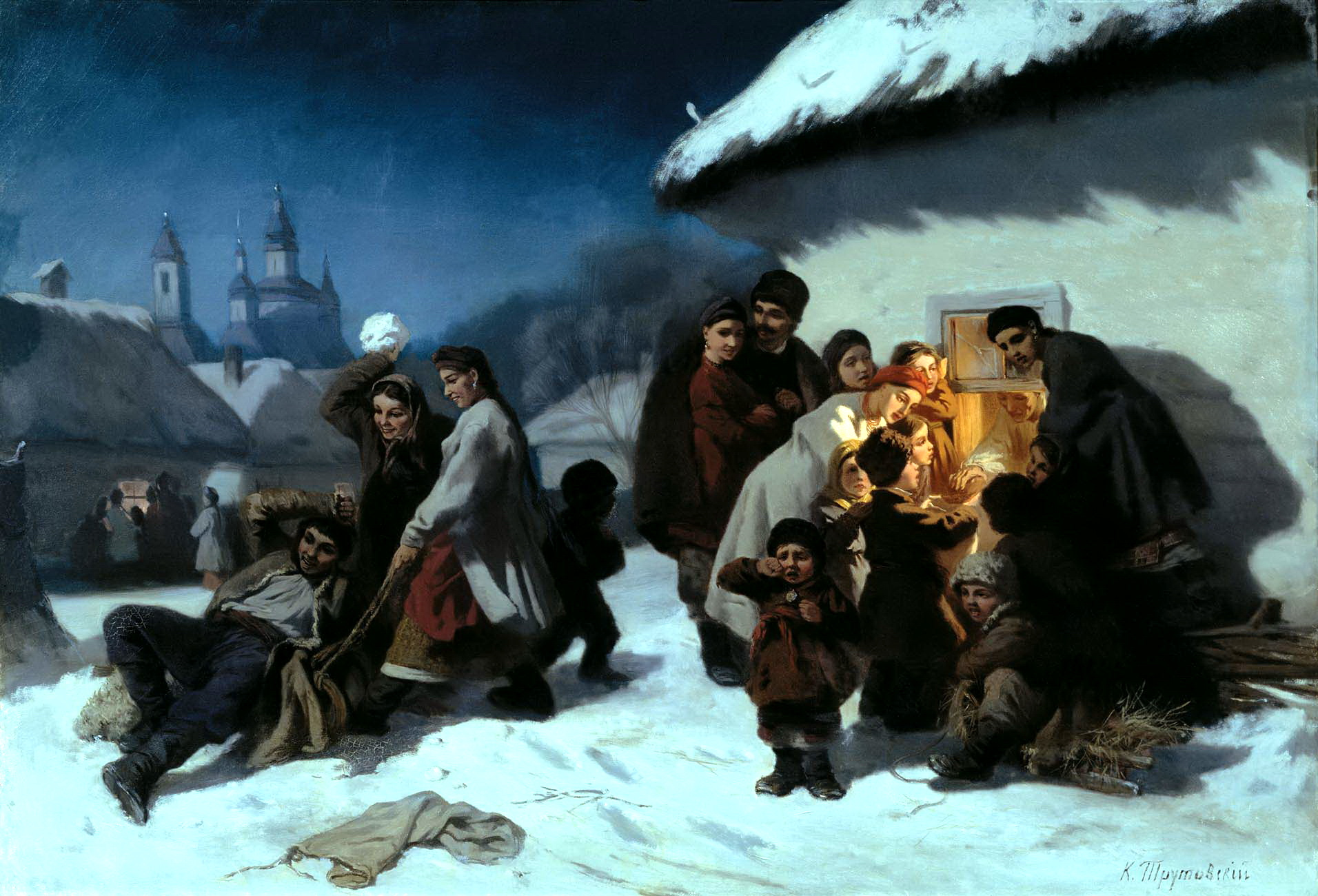
Колядки на Украине, середина XIX века

Как и у большинства народов, начало Нового года в Киевской Руси ассоциировали с началом весеннего возрождения природы. Скорее всего, Новый год праздновали с появлением новой Луны в первые весенние дни, ближайшие к весеннему равноденствию. При этом год мог иметь как 12, так и 13 месяцев. Праздник получил название «Новое лето».

С внедрением христианства в Киевской Руси был введён юлианский календарь, а празднование Нового года было установлено на 1 марта, что, по преданию, соответствовало дате сотворения мира. На украинских землях использовали календарь, состоящий из 13 месяцев, которые совпадали с лунными фазами, а его год начинался 1 марта. Впоследствии Новый год перенесли на 1 сентября в соответствии с постановлением Византийской церкви, а летоисчисление вели от Сотворения мира.

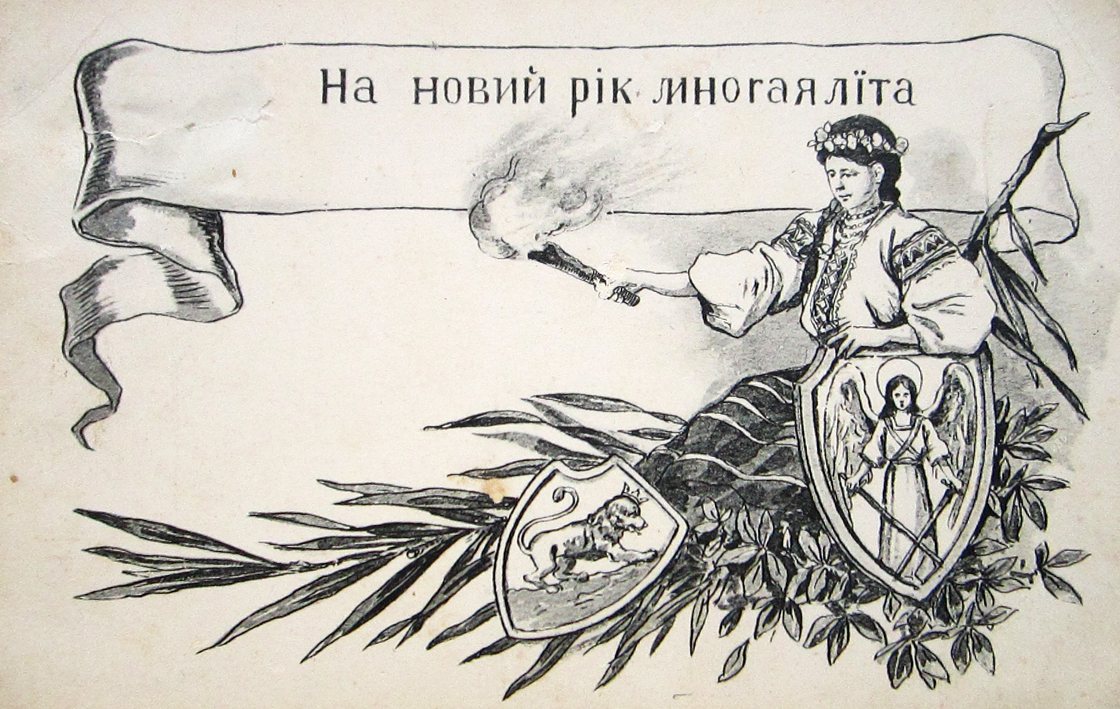
Украинская почтовая карточка, 1906 год

На украинских землях, входивших в состав Великого княжества Литовского, а позже — Речи Посполитой, с 1362 начало Нового Года было установлено на 1 января и летоисчисление велось «от Рождества Христова». Эта система встречается в летописях того времени.
В составе Российской империи 1 января как дата празднования Нового года была установлена императором Петром I. В XVIII—XIX веках канун Рождества на малороссийских землях назывался «щедрый вечер».
В это время дети ходили из дома в дом, носили с собой большую соломенную куклу Коляду, поздравляли хозяев, а также пели своеобразные предновогодние песни — «щедровки» или «колядки». В ответ хозяева вручали поющим детям а также гостям подарки — выпеченные из теста фигурки животных и птиц. В этот период истории Украины самым главным праздником всех православных Российской империи оставалось Рождество.

## Советский период
В 1930—1947 годах Новый год в СССР, равно как и в Украинской ССР, не был включён в список официальных праздников. Однако, с распространением светских взглядов, Новый год оттеснил Рождество как главный государственный праздник людей всех религиозных и не религиозных мировоззрений, а главными символами Нового года стал Дед Мороз и Снегурочка. Большинство современных новогодних традиций Украины утвердились именно в этот период.

## Значимость и географические вариации

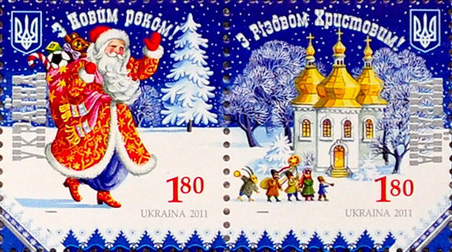
Украинская почтовая марка (2011)

По данным последних соцопросов за 2021 год Новый год считают значимым праздником 37 % граждан Украины. Однако значимость традиций празднования Нового года имеют своеобразную этноязыковую окраску и связаны с географической концентрацией двух основных этнокультурных общин страны. Так, в преимущественно русскоязычных областях юго-востока страны Новый год считают самым главным праздником страны: восток 54 — % и юг — 46 %. В то же время в украиноязычных Западных областях страны большинство опрошенных отдают предпочтение Рождеству (73 %).
Согласно данным исследования, проведённого Киевским международным институтом социологии (КМИС) в феврале 2024 года, 47 % украинцев празднует Новый год как наиболее популярный праздник, в свою очередь Рождество Христово считают таковым — 70 %.